# Жилинское телевидение
Жилинское телевидение (словац. Žilinská televízia) — региональный словацкий телеканал, вещавший на территории Жилины и её окрестностей с 2003 по 2006 и с 2009 по 2012 год.

## История
Жилинское телевидение было запущено в феврале 2003 года, в 2006 году заменено телеканалом TV Patriot. Главный транслятор располагался на горе Дубень, вещание велось преимущественно через аналоговые и кабельные сети.
Перезапуск Жилинского телевидения состоялся в 2009 году, поскольку телеканал TV Patriot «перестал быть жилинским и, соответственно, областным телеканалом». К концу 2011 года состоялся переход телеканала на цифровое вещание, он появился на 56-й кнопке.
В 2012 году телеканал прекратил вещание, уступив место TV 56.